# Grande Prêmio da China de 2017
Grande Prêmio da China de 2017 (formalmente denominado 2017 Formula 1 Heineken Chinese Grand Prix) foi a segunda etapa da temporada de 2017 da Fórmula 1. Disputada em 09 de abril de 2017 no Circuito Internacional de Xangai, foi vencida pelo inglês Lewis Hamilton. Completam o pódio o alemão Sebastian Vettel e o neerlandês Max Verstappen.

## Relatório

### Antecedentes
Pascal Wehrlein não conseguiu se recuperar totalmente da lesão que sofreu na Corrida dos Campeões e vai perder mais uma prova na temporada 2017 da F1. Assim como na Austrália, Antonio Giovinazzi corre ao lado de Marcus Ericsson pela Sauber.
Não vai ser dessa vez que Pascal Wehrlein vai disputar seu primeiro GP em 2017. A Sauber confirmou que Antonio Giovinazzi vai substituir Wehrlein no GP da China, marcado para o próximo final de semana. O piloto alemão explica que, ao invés de se arriscar com os exigentes carros da F1, vai focar na fase final da recuperação física, necessária após uma lesão nas costas em dezembro, na Corrida dos Campeões.
Ao contrário do GP da Austrália, quando Wehrlein tomou a decisão de se afastar pouco antes do treino classificatório, a Sauber conseguiu se planejar com mais antecedência. A equipe já planejava levar Giovinazzi para Xangai como ‘Plano B’. Agora como titular, Antonio participou de todas as atividades na China. A Sauber afirmou que a decisão visava “garantir que Wehrlein volte ao C36 na melhor forma física possível”.
Antonio Giovinazzi já havia disputado o GP da Austrália. Mesmo sendo chamado de última hora, o italiano trouxe um bom 12º lugar logo em sua estreia. Antes disso, o italiano já tinha participado da pré-temporada em Barcelona, também substituindo Wehrlein.

### Treino Classificatório
Q1
Com pneus macios, Vettel tratou de marcar o melhor tempo do Q1 com 1m33s078, seguido por Lewis Hamilton com supermacios, 0s255 mais lento. Seguiram-se Räikkönen, também com o mesmo tipo de pneus do companheiro de Ferrari, e Bottas com a Mercedes em quarto. Max Verstappen foi o destaque negativo da primeira parte do treino classificatório. Chamado para uma pesagem durante a sessão, o holandês da RBR voltou à pista pressionado, não fez uma boa volta e depois acabou prejudicado pela batida da Sauber de Antonio Giovinazzi, ficando fora do Q2.
Fora eliminados Stoffel Vandoorne (McLaren), Romain Grosjean (Haas),
Jolyon Palmer (Renault), Max Verstappen (RBR) e Esteban Ocon (Force India).
Q2
Com todos os pilotos calçando pneus supermacios, Räikkönen tirou o primeiro lugar de Vettel no finalzinho, marcando 1m32s181, 0s210 à frente do tetracampeão. Na sequência veio a dupla da Mercedes, com Hamilton em terceiro e Bottas em quarto. Superado por Stroll no Q1, Massa foi o sétimo, deixando o companheiro de equipe em décimo. Destaque positivo para Nico Hulkenberg, que colocou a Renault em uma ótima sexta colocação. .
Foram eliminados Carlos Sainz (Toro Rosso), Kevin Magnussen (Haas), Fernando Alonso (McLaren), Marcus Ericsson (Sauber) e  Antonio Giovinazzi (Sauber).
Q3
A Ferrari liderou o Q1 e o Q2, mas foi Hamilton que marcou o melhor tempo do dia. O inglês conquistou a pole position com a marca de 1m31s678, seguido por Vettel, repetindo a primeira fila do GP da Austrália. Bottas foi o terceiro, apenas um milésimo de segundo atrás do alemão da Ferrari, seguido por Räikkönen na quarta colocação. Massa superou Hulkenberg no final e garantiu o sexto posto no grid para o GP da China.

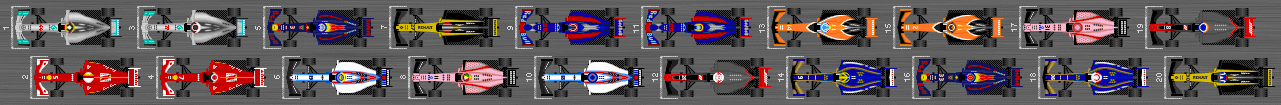
Grid de Largada

### Corrida
Hamilton largou bem e manteve a liderança, seguido de Vettel e Bottas. Ricciardo partiu para cima de Räikkönen e ultrapassou o finlandês para assumir a quarta colocação. Já Massa não fez uma boa largada e fechou a primeira volta em 10º. Fernando Alonso saiu da 13ª colocação e levou sua McLaren para o nono posto. Lá atrás, Verstappen abusava de habitual ousadia e galgava importantes posições na classificação, fazendo nove ultrapassagens.
O novato Lance Stroll da Williams foi o primeiro a abandonar, após toque com a Force India de Pérez o canadense acabou preso na brita. Com o safety car virtual acionado alguns pilotos foram para os boxes.
Mesmo com a corrida em bandeira amarela, Antonio Giovinazzi da Sauber rodou em linha reta e acertou o muro, a segunda batida dele no mesmo local durante o final de semana.
Após Bottas rodar sozinho ainda com a bandeira amarela, a relargada foi autorizada na volta oito, e Verstappen tratou de partir para cima de Räikkönen. O finlandês reclamava de falta de torque no motor, e foi logo superado pelo holandês.
O prodígio da RBR não se deu por satisfeito, colocando por dentro e superando o companheiro de equipe Daniel Ricciardo em bela ultrapassagem.
Na volta 20, após muito perseguir, Sebastian Vettel enfim conseguiu a ultrapassagem sobre Kimi Räikkönen. Duas voltas depois o alemão colocou por fora e atacou a RBR de Ricciardo. O australiano foi duro na queda, a disputa ferrenha levou os carros a tocarem roda com roda, mas o motor da Ferrari se mostrou superior e o alemão assumiu a terceira colocação.
Na volta 27, Verstappen não aguentou a pressão e errou sozinho no final da reta. O holandês perdeu o tempo da freada e entregou de bandeja a posição para Vettel. Reclamando do desgaste dos pneus, o piloto da RBR foi aos boxes efetuar a troca dos compostos. Assim que voltou à pista com pneus supermacios novos, Verstappen colou em Bottas e ultrapassou com facilidade o piloto da Mercedes.
Entre os dez primeiros desde a primeira volta, Alonso acabou abandonando por problemas na homocinética do carro da McLaren.
Após os líderes pararem para a troca de pneus, seguiu-se uma procissão com Hamilton em primeiro, seguido de Vettel, Verstappen e Ricciardo. Com seis voltas para o final, o holandês da RBR ficou preso atrás do retardatário Grosjean e viu sua posição no pódio ameaçada pelo companheiro de equipe Daniel Ricciardo. O australiano bem que tentou, mas não conseguiu a ultrapassagem, e Verstappen se segurou no pódio, resultado brilhante após largar da 16ª colocação. Enquanto isso, Hamilton cruzou a linha de chegada tranquilo, garantindo a 54ª vitória da carreira.

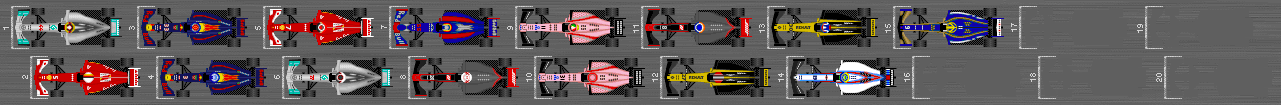
Resultado da corrida

## Pneus
| Nome do composto | Cor | Banda de rolamento | Condições de Tempo | Dry Type                           | Aderência      | Longevidade   |
| ---------------- | --- | ------------------ | ------------------ | ---------------------------------- | -------------- | ------------- |
| Super Macio      |     | Slick (P Zero)     | Seco               | Supersoft                          | Mais aderência | Menos durável |
| Macio            |     | Slick (P Zero)     | Seco               | Soft                               | Médio          | Médio         |
| Medio            |     | Slick (P Zero)     | Seco               | Medium                             | Médio          | Médio         |
| Intermediário    |     | Sulcos (Cinturato) | Molhado            | Intermediate (água não estagnante) | —              | —             |
| Chuva            |     | Sulcos (Cinturato) | Molhado            | Wet (água estagnante)              | —              | —             |

## Resultados

### Treino Classificatório
| Pos.                     | Nº | Piloto             | Construtor           | Q1       | Q2       | Q3       | Grid |
| ------------------------ | -- | ------------------ | -------------------- | -------- | -------- | -------- | ---- |
| 1                        | 44 | Lewis Hamilton     | Mercedes             | 1:33.333 | 1:32.406 | 1:31.678 | 1    |
| 2                        | 5  | Sebastian Vettel   | Ferrari              | 1:33.078 | 1:32.391 | 1:31.864 | 2    |
| 3                        | 77 | Valtteri Bottas    | Mercedes             | 1:33.684 | 1:32.552 | 1:31.865 | 3    |
| 4                        | 7  | Kimi Räikkönen     | Ferrari              | 1:33.341 | 1:32.181 | 1:32.140 | 4    |
| 5                        | 3  | Daniel Ricciardo   | Red Bull-TAG Heuer   | 1:34.041 | 1:33.546 | 1:33.033 | 5    |
| 6                        | 19 | Felipe Massa       | Williams-Mercedes    | 1:34.205 | 1:33.759 | 1:33.507 | 6    |
| 7                        | 27 | Nico Hülkenberg    | Renault              | 1:34.453 | 1:33.636 | 1:33.580 | 7    |
| 8                        | 11 | Sergio Pérez       | Force India-Mercedes | 1:34.657 | 1:33.920 | 1:33.706 | 8    |
| 9                        | 26 | Daniil Kvyat       | Toro Rosso           | 1:34.440 | 1:34.034 | 1:33.719 | 9    |
| 10                       | 18 | Lance Stroll       | Williams-Mercedes    | 1:33.986 | 1:34.090 | 1:34.220 | 10   |
| 11                       | 55 | Carlos Sainz Jr.   | Toro Rosso           | 1:34.567 | 1:34.150 | —        | 11   |
| 12                       | 20 | Kevin Magnussen    | Haas-Ferrari         | 1:34.942 | 1:34.164 | —        | 12   |
| 13                       | 14 | Fernando Alonso    | McLaren-Honda        | 1:34.499 | 1:34.372 | —        | 13   |
| 14                       | 9  | Marcus Ericsson    | Sauber-Ferrari       | 1:34.892 | 1:35.046 | —        | 14   |
| 15                       | 36 | Antonio Giovinazzi | Sauber-Ferrari       | 1:34.963 | S/Tempo  | —        | 15   |
| 16                       | 2  | Stoffel Vandoorne  | McLaren-Honda        | 1:35.023 | —        | —        | 16   |
| 17                       | 8  | Romain Grosjean    | Haas-Ferrari         | 1:35.223 | —        | —        | 191  |
| 18                       | 30 | Jolyon Palmer      | Renault              | 1:35.279 | —        | —        | 20 2 |
| 19                       | 33 | Max Verstappen     | Red Bull-TAG Heuer   | 1:35.433 | —        | —        | 17   |
| 20                       | 31 | Esteban Ocon       | Force India-Mercedes | 1:35.496 | —        | —        | 18   |
| Tempo dos 107%: 1:39.593 |    |                    |                      |          |          |          |      |
| Fonte:                   |    |                    |                      |          |          |          |      |

Notas
↑1  - Romain Grosjean (Haas) perdeu cinco posições no grid por não respeitarem a bandeira amarela acionada após o acidente com Antonio Giovinazzi na primeira sessão classificatória.
↑2  - Jolyon Palmer (Renault)  perdeu cinco posições no grid por não respeitarem a bandeira amarela acionada após o acidente com Antonio Giovinazzi na primeira sessão classificatória

### Corrida
| Pos.   | Nu. | Piloto             | Construtor           | Voltas | Tempo/Retirado         | Grid | Pontos |
| ------ | --- | ------------------ | -------------------- | ------ | ---------------------- | ---- | ------ |
| 1      | 44  | Lewis Hamilton     | Mercedes             | 56     | 1:37:36.158            | 1    | 25     |
| 2      | 5   | Sebastian Vettel   | Ferrari              | 56     | +6.250                 | 2    | 18     |
| 3      | 33  | Max Verstappen     | Red Bull-TAG Heuer   | 56     | +45.192                | 17   | 15     |
| 4      | 3   | Daniel Ricciardo   | Red Bull-TAG Heuer   | 56     | +43.035                | 5    | 12     |
| 5      | 7   | Kimi Räikkönen     | Ferrari              | 56     | +48.076                | 4    | 10     |
| 6      | 77  | Valtteri Bottas    | Mercedes             | 56     | +48.808                | 3    | 8      |
| 7      | 55  | Carlos Sainz Jr.   | Toro Rosso           | 56     | +1:12.893              | 11   | 6      |
| 8      | 20  | Kevin Magnussen    | Haas-Ferrari         | 55     | +1 Volta               | 12   | 4      |
| 9      | 11  | Sergio Pérez       | Force India-Mercedes | 55     | +1 Volta               | 8    | 2      |
| 10     | 31  | Esteban Ocon       | Force India-Mercedes | 55     | +1 Volta               | 18   | 1      |
| 11     | 8   | Romain Grosjean    | Haas-Ferrari         | 55     | +1 Volta               | 19   |        |
| 12     | 27  | Nico Hülkenberg    | Renault              | 55     | +1 Volta               | 7    |        |
| 13     | 30  | Jolyon Palmer      | Renault              | 55     | +1 Volta               | 20   |        |
| 14     | 19  | Felipe Massa       | Williams-Mercedes    | 55     | +1 Volta               | 6    |        |
| 15     | 9   | Marcus Ericsson    | Sauber-Ferrari       | 55     | +1 Volta               | 14   |        |
| Ret    | 14  | Fernando Alonso    | McLaren-Honda        | 33     | Semi-eixo              | 13   |        |
| Ret    | 26  | Daniil Kvyat       | Toro Rosso           | 18     | Hidráulico             | 9    |        |
| Ret    | 2   | Stoffel Vandoorne  | McLaren-Honda        | 17     | Pressão de combustível | 16   |        |
| Ret    | 36  | Antonio Giovinazzi | Sauber-Ferrari       | 3      | Colisão                | 15   |        |
| Ret    | 18  | Lance Stroll       | Williams-Mercedes    | 0      | Colisão                | 10   |        |
| Fonte: |     |                    |                      |        |                        |      |        |

## Curiosidade
- Seria a última corrida de Antonio Giovinazzi, Mas o italiano retornou na categoria em 2019.

## Voltas na Liderança
- Commons
- Wikinotícias

| Nº de Voltas | Piloto         | Voltas |
| ------------ | -------------- | ------ |
| 56           | Lewis Hamilton | (1-56) |

## 2017DHLFastest Pit Stop Award

### Resultado
| 1      | 19 | Felipe Massa     | Williams-Mercedes    | 2.52 | 25 |
| 2      | 5  | Sebastian Vettel | Ferrari              | 2.55 | 18 |
| 3      | 3  | Daniel Ricciardo | Red Bull-TAG Heuer   | 2.60 | 15 |
| 4      | 33 | Max Verstappen   | Red Bull-TAG Heuer   | 2.66 | 12 |
| 5      | 55 | Carlos Sainz Jr. | Toro Rosso           | 2.79 | 10 |
| 6      | 31 | Esteban Ocon     | Force India-Mercedes | 2.97 | 8  |
| 7      | 20 | Kevin Magnussen  | Haas-Ferrari         | 3.10 | 6  |
| 8      | 11 | Sergio Pérez     | Force India-Mercedes | 3.13 | 4  |
| 9      | 7  | Kimi Räikkönen   | Ferrari              | 3.15 | 2  |
| 10     | 44 | Lewis Hamilton   | Mercedes             | 3.25 | 1  |
| Fonte: |    |                  |                      |      |    |

### Classificação
| Tabela do DHL Fastest Pit Stop Award \| Pos \| Construtor \| Pontos \| Var \| \| --- \| -------------------- \| ------ \| --- \| \| 1 \| Williams-Mercedes \| 65 \| 0 \| \| 2 \| Red Bull-TAG Heuer \| 33 \| 3 \| \| 3 \| Ferrari \| 31 \| 1 \| \| 4 \| Mercedes \| 27 \| 2 \| \| 5 \| Toro Rosso \| 22 \| 2 \| \| 6 \| Force India-Mercedes \| 18 \| 0 \| \| 7 \| Haas-Ferrari \| 6 \| 3 \| \| 8 \| Sauber-Ferrari \| 0 \| 0 \| \| 9 \| McLaren-Honda \| 0 \| 0 \| \| 10 \| Renault \| 0 \| 3 \| |                      |        |     |
| Pos | Construtor           | Pontos | Var |
| 1 | Williams-Mercedes    | 65     | 0   |
| 2 | Red Bull-TAG Heuer   | 33     | 3   |
| 3 | Ferrari              | 31     | 1   |
| 4 | Mercedes             | 27     | 2   |
| 5 | Toro Rosso           | 22     | 2   |
| 6 | Force India-Mercedes | 18     | 0   |
| 7 | Haas-Ferrari         | 6      | 3   |
| 8 | Sauber-Ferrari       | 0      | 0   |
| 9 | McLaren-Honda        | 0      | 0   |
| 10 | Renault              | 0      | 3   |

## Tabela do campeonato após a corrida
Somente as cinco primeiras posições estão incluídas nas tabelas.
| Pos | Piloto           | Pontos | Var |
| --- | ---------------- | ------ | --- |
| 1   | Sebastian Vettel | 43     | 0   |
| 2   | Lewis Hamilton   | 43     | 0   |
| 3   | Max Verstappen   | 25     | 2   |
| 4   | Valtteri Bottas  | 23     | 1   |
| 5   | Kimi Räikkönen   | 22     | 1   |

| Pos | Construtor           | Pontos | Var |
| --- | -------------------- | ------ | --- |
| 1   | Mercedes             | 66     | 1   |
| 2   | Ferrari              | 65     | 1   |
| 3   | Red Bull-TAG Heuer   | 37     | 0   |
| 4   | Toro Rosso           | 12     | 2   |
| 5   | Force India-Mercedes | 10     | 0   |